# Geum Dong-hyun
Đây là một tên người Triều Tiên, họ là Geum.
Geum Dong-hyun (Hangul: 금동현, Hán-Việt: Cẩm Đông Hiền), sinh ngày 14 tháng 5 năm 2003, là một diễn viên người Hàn Quốc trực thuộc công ty C9 Entertainment. Anh bắt đầu trở nên nổi tiếng sau khi đạt hạng 14 thông qua chương trình sống còn Produce X 101. Sau khoảng 1 năm, ngày 31 tháng 3 năm 2020, bộ phim đầu tay của anh - Best Mistake 2 - được ra mắt với công chúng. Năm 2021, ngày 08 tháng 06, anh ra mắt với nghệ danh Keum cùng với nhóm nhạc Epex thuộc công ty chủ quản là C9 Entertainment.

## Tiểu sử
Geum Donghyun sinh ngày 14 tháng 5 năm 2003 tại Hàn Quốc. Hiện anh đã tốt nghiệp Trường Trung học Nghệ thuật Hanlim.
Donghyun có nhóm máu B, chiều cao 174 cm, cân nặng 55 kg.
Anh còn có biệt danh là Geumdong-ie.

## 2019:Produce X 101
Vào tháng 3 năm 2019, Donghyun - lúc bấy giờ vẫn là một thực tập sinh thuộc C9 Entertainment - được tiết lộ là một thí sinh của Produce X 101 - mùa 4 trong chương trình truyền hình sống còn tuyển chọn nhóm nhạc nổi tiếng nhất của Hàn Quốc Produce X 101, cùng với thực tập sinh Lee Jae-bin cùng công ty. Tại vòng chung kết, anh chỉ đứng hạng 14 (tổng số phiếu: 674,500 và số phiếu bầu trực tiếp: 14,989) đồng nghĩa với việc không được ra mắt với nhóm nhạc thắng cuộc X1 (nhóm nhạc)
| Vòng                        | Tiết mục           | Nguyên gốc                                                                         | Vị trí | TTS diễn cùng | Xếp hạng                         |
| --------------------------- | ------------------ | ---------------------------------------------------------------------------------- | ------ | --- | -------------------------------- |
| Đánh giá xếp lớp            | Get cool           | Stray Kids                                                                         | Rap    | Lee Jae-bin | Lớp B                            |
| Vòng 1: Bài hát chủ đề      | _지마 (X1-MA)      | Produce X 101                                                                      |        | 99 thực tập sinh | Lớp C                            |
| Vòng 2: Group X Battle      | Love Shot          | EXO                                                                                | Rap 1  | Kim Wooseok, Jo Seungyeon, Lee Hangyul, Lee Sejin, Kim Sihoon, Hong Seongjoon                                          | Hạng: 5/7 Xếp hạng chung: 51/100 |
| Vòng 3: Position Evaluation | Believer           | Imagine Dragons                                                                    | Dance  | Son Dongpyo, Kim Gookheon, Hwang Yoonseong, Park Seonho, Kim Dongbin                                                   | Hạng: 2/6 Dance Position: 4/19   |
| Vòng 4: Concept Evaluation  | Super Special Girl | Kwon Dookgeun, Young Chance, gxxdkelvin, Kasper                                    | Rap 1  | Kim Sihoon, Park Seonho, Choi Soohwan, Song Yoobin, Kang Hyunsoo                                                       | Hạng: 1/6 Xếp hạng chung: 10/31  |
| Debut Evaluation            | To My World        | Jam Factory, Choi Youngjoon, Sean Michael Alexander, Drew Ryan Scott, Phill Schwan | Rap 3  | Kim Yohan, Jo Seungyeon, Han Seungwoo, Lee Eunsang, Kim Mingyu, Lee Sejin, Hwang Yoonseong, Cha Joonho, Song Hyungjoon | Không xếp loại                   |
| Bài hát chung kết           | Dream for you      | Lee Daehwi, BOOMBASTIC                                                             | Rap    | 19 thực tập sinh | Không xếp loại                   |

## 2020:Best Mistake 2
Ngày 19 tháng 12 năm 2019, công ty C9 Entertainment cho biết Geum Donghyun sẽ chính thức tham gia vào bộ phim Best Mistake 2 trong vai chàng trai Kang Ah-hoon 17 tuổi vui vẻ, đáng yêu. Bộ phim được phát sóng vào lúc 18 giờ theo giờ Hàn Quốc vào thứ ba và thứ 5 hàng tuần, bắt đầu từ ngày 31 tháng 3 năm 2020.
| Ngày                     | Tập                                              | Tổng thời lượng xuất hiện trong tập |
| ------------------------ | ------------------------------------------------ | ----------------------------------- |
| Ngày 31 tháng 3 năm 2020 | Tập 1: Ra là cậu, Kim Yeondoo                    | Không xuất hiện                     |
| Ngày 2 tháng 4 năm 2020  | Tập 2: Học sinh chuyển trường khiến mình lo lắng | 00:13/15;07                         |
| Ngày 7 tháng 4 năm 2020  | Tập 3: Bí quyết để bạn gái "đổ" thêm lần nữa     | Không xuất hiện                     |
| Ngày 9 tháng 4 năm 2020  | Tập 4: Bữa tiệc vì người ấy                      | 01:00/17:47                         |
| Ngày 14 tháng 4 năm 2020 | Tập 5: Cậu là Wang Ingring của tớ?               | 03:50/18:12                         |
| Ngày 16 tháng 4 năm 2020 | Tập 6: Nơi thư viện chỉ riêng hai chúng ta       | 05:00/17:21                         |
| Ngày 21 tháng 4 năm 2020 | Tập 7: Người hợp với cậu                         | Không xuất hiện                     |
| Ngày 23 tháng 4 năm 2020 | Tập 8: Tin đồn của tin đồn của tin đồn           | 00:33/18:44                         |
| Ngày 28 tháng 4 năm 2020 | Tập 9: Kỉ niệm 200 ngày không có cậu             | Không xuất hiện                     |
| Ngày 30 tháng 4 năm 2020 | Tập 10: Chúng ta đã sai từ đâu?                  | 05:38/21:03                         |

1. 1 2  Sau thành công của web drama Best Mistake, Best Mistake 2 tiếp tục được triển khai. Phim xoay quanh nhóm bạn học sinh trung học đối mặt với những vấn đề thường nhật. Bên cạnh những gương mặt cũ, mùa thứ 2 cũng đánh dấu sự xuất hiện của vài diễn viên mới. Dàn diễn viên của phim gồm Lee Eunjae, Kang Yool, Lee Jungjoon, Park E-hyun, Yoon Junwon, Choi Chan-i, Joo Hyunyoung, Yang Yoojin, Geum Donghyun...
2. ↑  Thực tập sinh cùng công ty với Geum Donghyun, bị loại ở tập 5 (vòng loại 1)
3. ↑  Là thành viên nhóm nhạc Wanna One (nhóm nhạc chiến thắng Produce 101 mùa 2). Sau khi Wanna One tan rã, Daehwi được giới thiệu là thành viên nhóm nhạc nam mới của Brandnew Music - AB6IX (ra mắt ngày 22 tháng 5 năm 2019)